# 大伴三中
大伴 三中（おおとも の みなか）は、奈良時代の貴族。大納言・大伴御行の子。名は御中とも記される。官位は従五位下・刑部大判事。

## 経歴
天平8年（736年）遣新羅副使に任ぜられて、同年秋頃に新羅に渡る。往路の対馬国竹敷浦（対馬島浅茅湾内）で和歌2首を詠んでいる。しかし、当時新羅との関係は悪化しており、使節としての使命は果たせなかった。さらに、伝染病に感染してしまい、大使の阿倍継麻呂は帰途の対馬で病死、三中は病気が回復するまで入京を許されず、翌天平9年（737年）3月になって拝朝を行っている。なお、遣新羅副使としての功労により、従六位下から三階昇進して正六位上に叙せられている。
天平12年（740年）外従五位下に昇叙され、翌天平13年（741年）刑部少輔兼大判事に任ぜられる。兵部少輔を経て、天平17年（745年）大宰少弐に遷ると、天平18年（746年）長門守と一時地方官を務め、同年内位の従五位下に叙せられている。天平19年（747年）刑部大判事として京官に復した。

## 官歴
注記のないものは『続日本紀』による。
- 天平元年（729年） 日付不詳：見摂津国班田使判官[2]
- 天平8年（736年） 2月28日?：遣新羅副使
- 天平9年（737年） 正月7日：見従六位下。3月28日：見正六位上
- 天平12年（740年） 正月13日：外従五位下
- 天平13年（741年） 8月9日：刑部少輔兼大判事
- 天平15年（743年） 6月30日：兵部少輔
- 天平16年（744年） 9月15日：山陽道巡察使
- 天平17年（745年） 6月5日：大宰少弐
- 天平18年（746年） 4月11日：長門守。4月22日：従五位下（内位）
- 天平19年（747年） 3月10日：刑部大判事

## 関連作品
小説
- 澤田瞳子 『火定』PHP研究所 2017年